# Stanislaus Fernandes
Stanislaus Fernandes SJ (* 8. Oktober 1939 in Ahmedabad) ist ein indischer Ordensgeistlicher und emeritierter römisch-katholischer Erzbischof von Gandhinagar.

## Leben
Stanislaus Fernandes empfing am 23. März 1968 das Sakrament der Priesterweihe für das Bistum Ahmedabad. Später trat er dem Jesuitenorden bei und legte am 15. August 1973 die Ordensgelübde ab.
Am 21. Mai 1990 ernannte ihn Papst Johannes Paul II. zum Bischof von Ahmedabad. Der Erzbischof von Bombay, Simon Ignatius Kardinal Pimenta, spendete ihm am 24. August desselben Jahres die Bischofsweihe; Mitkonsekratoren waren der emeritierte Bischof von Ahmedabad, Charles Gomes SJ, und der Bischof von Baroda, Francis Leo Braganza SJ. Am 11. November 2002 ernannte ihn Johannes Paul II. zum Erzbischof von Gandhinagar. Die Amtseinführung erfolgte am 22. Dezember desselben Jahres.
Papst Franziskus nahm am 12. Juni 2015 seinen altersbedingten Rücktritt an.
Ab dem 23. Mai 2016 verwaltete er das Bistum Baroda als Apostolischer Administrator sede plena und vom 18. Dezember 2021 bis zum 18. Februar 2023 als Apostolischer Administrator sede vacante.